# Yuki Tsuchihashi
Yuki Tsuchihashi (土橋 優貴, Tsuchihashi Yuki), née le 16 janvier 1980, est une joueuse internationale de football japonaise.

## Biographie
Le 5 août 2001, elle fait ses débuts dans l'équipe nationale japonaise contre la Chine. Elle compte 4 sélections en équipe nationale du Japon.

## Statistiques
Le tableau ci-dessous présente les statistiques de Yuki Tsuchihashi en équipe nationale
| Équipe du Japon | Équipe du Japon | Équipe du Japon |
| Année           | Matchs          | Buts            |
| --------------- | --------------- | --------------- |
| 2001            | 4               | 0               |
| Total           | 4               | 0               |

## Palmarès
- Finaliste de la Coupe d'Asie 2001